# Constantin Comnène Doukas
Constantin Comnène Doukas (en grec byzantin : Κωνσταντίνος Κομνηνός Δούκας, vers 1172-après 1242), parfois seulement nommé Constantin Doukas est un fils du sébastokrator Jean Doukas et le frère des fondateurs du despotat d'Epire, Michel Ier Comnène Doukas et Théodore Comnène Doukas. Nommé gouverneur de l'Acarnanie et de l'Étolie, il reçoit le rang de despote.

## Biographie
Peu de choses sont connues à son propres. Il naît vers 1172, comme fils aîné de Jean Doukas et de sa deuxième femme, Zoé Doukaina. Il pourrait s'agir du même Constantin Doukas qui, le 12 avril 1204, au moment de la prise de Constantinople par la quatrième croisade, est un candidat à la couronne impériale avec Constantin Lascaris. Vers 1208, il accompagne l'empereur déchu, Alexis III Ange, en Asie Mineure. Après plusieurs années d'errance, Alexis III espère que le sultan de Roum, Kay Khusraw Ier, pourra l'aider à reprendre son trône, d'abord en conquérant l'Empire de Nicée. 
Après l'échec d'Alexis III, capturé à l'occasion de la bataille d'Antioche du Méandre, Constantin Doukas rentre en Epire et devient gouverneur de l'Acarnanie et de l'Etolie, avec Naupacte comme capitale. Cette nomination intervient probablement lorsque Théodore Comnène Doukas devient despote d'Epire en 1215. En 1216, Constantin accompagne son frère lors d'une campagne contre le deuxième empire bulgare. Par ailleurs, il reprend aux Croisés les cités de Néopatras et de Lamia. En revanche, il entre en conflit avec l'évêque de Naupacte, Jean Apokaukos, qui proteste contre son autoritarisme et ses exigences fiscales. Finalement, Apokaukos est déposé en 1220 puis, un synode convoqué en 1221 réunissant les principaux évêques de Grèce et d'Epire aboutit à une réconciliation entre les deux hommes. Apokaukos va jusqu'à composer un encomium en l'honneur de Constantin Doukas. 
En 1225, Théodore se proclame empereur à Thessalonique, ce qui permet à ses autres frères, Constantin et Manuel, de récupérer le titre de despote, le plus élevé après l'empereur. Néanmoins, la vie de Constantin Doukas à cette période est méconnue. Il ne participe probablement pas à la désastreuse bataille de Klokotnica en 1239, lors de laquelle Théodore est capturé par les Bulgares. Il reste gouverneur d'Etolie et d'Acarnanie, jurant une allégeance formelle à Manuel, devenu empereur à Thessalonique. En 1237, Constantin soutient le retour au pouvoir de Théodore, libéré par les Bulgares. Il est mentionné une dernière fois en 1242.